# Ludas Viktor
Ludas Viktor (született 1989. június 19-én) magyar paintball játékos, edző és sportvezető, a Paintball Akadémia Sportegyesület alapítója és elnöke. Többszörös magyar és osztrák bajnok, nemzetközi szinten is elismert versenyző és oktató. Ludas Viktor gyerekkora óta elkötelezett a paintball iránt, és szenvedélyét hivatásává tette. Szabadidejében is szívesen foglalkozik a sportággal, valamint fontosnak tartja a közösségépítést és a fiatalok sportolásra való ösztönzését.

## Pályafutása
Ludas Viktor 2005-ben kezdte paintball karrierjét, amikor 16 évesen csatlakozott egy hazai csapathoz. Első külföldi csapata a cseh Troja Prague volt, majd a Budapest Bullets tagjaként a Millennium Series CPL (bajnokok ligája) összesített 5. helyét érte el 2010-ben. Később játszott osztrák, svéd és lengyel csapatokban is, többek között a Vienna United és a Stockholm Hype! színeiben. 

## Eredményei

### 2008
- 2008. Troja Prague színeiben European Central Series összesített 2. helyezés.
- 2008. Troja Prague színeiben 2008 Millennium Series Semi-Pro kategória összesített 15. helyezés.
- 2008. 2easy Warsaw (vendégjátékosaként) Centurio Prága Pro kategória 4. helyezés.

### 2009
- 2009. Budapest Eastern Block színeiben OPLX (Osztrák Paintball Bajnokság) összesített 1. helyezés.

### 2010
- 2010. Budapest Bullets színeiben Millennium Series CPL(bajnokok ligája) összesített 5. helyezés.
- 2010. Budapest Blast (vendégjátékosként) OPLX összesített 4. helyezés.

### 2011
- 2011. Vienna United színeiben:
- OPLX – Egyesült Osztrák Paintball Liga, összesítésben: 1. hely.
- Grand Tour – Kelet-Európai versenysorozat bécsi fordulója: 1. hely, összesített: 1. hely.
- 2011. PPZ Saint George (vendégjátékosként) MPL – Magyar Paintball Liga 3M divízió Összesített: 1. hely
- 2011. Budapest Blast (vendégjátékosként) MPL – Magyar Paintball Liga X-ball divízió Összesített: 1. hely

### 2012
Ludas Viktor a Stockholm Hype! csapatát erősítette játékosként és edzőként. Csapatával a Magyar Paintball Liga 5X kategóriájának 1. helyezést ért el, míg a Svéd Bajnokság 1. divíziójában az összesített 4. helyet szerezte meg.

### 2013
- Svéd Bajnokság – Bajnokok Ligája kategória összesített – 9. hely
- OPBL 5M – 3. forduló (Budapest Pornstars színeiben) – 4. hely

### 2014
- OPLX 4. forduló (Budapest Pornstars színeiben) 3. hely
- Central European Paintball League 1. forduló 5. hely
- Central European Paintball League 2. forduló 4. hely
- Central European Paintball League 3. forduló 3. hely
- Central European Paintball League összesített 3. hely

### 2015
- Magyar Paintball Liga 1. forduló 3. hely
- International Xball League 1. forduló – Challengers divizió 4. hely
- Central European Paintball League 1. forduló – Challengers divizió 1. hely
- COPS Croatian Paintball Series 2. forduló 1. hely
- International Xball League Challengers divizió 2. forduló 2. hely
- International Xball League Champions divizió 3. forduló 8. hely
- Magyar Paintball Liga 2. forduló 1. és 2. hely
- International Xball League Challengers divizió 4. forduló 5. hely
- Central European Paintball League 2. forduló 4. hely

### 2016
- Magyar Paintball Liga 1. forduló 2. és 3. hely
- Croatian Open Paintball Series 1. forduló 3. hely
- Croatian Open Paintball Series 2. forduló 1. hely
- International Xball League (2016) DIV2 összesített 3. hely
- Croatian Open Paintball Series 4. forduló 1. hely
- Croatian Open Paintball Series 4. forduló: a torna játékosa
- Croatian Open Paintball Series (2016) összesített 2. hely

### 2017
- Croatian Open Paintball Series 1. forduló 5. hely
- Slovenská Paintballová Liga 1. forduló 3. hely
- International Xball League 1. forduló 4. hely
- Croatian Open Paintball Series 2. forduló 1. hely
- Slovenská Paintballová Liga 2. forduló 2. hely
- Paintball Bundesliga Österreich DIVB 2. forduló 2. hely
- Paintball Bundesliga Österreich DIVB 5. forduló 3. hely

### 2018
Játékosként:
- Paintball Bundesliga Österreich DIVB 1. forduló 4. hely
- Paintball Bundesliga Österreich DIVB 2. forduló 2. hely
- Paintball Bundesliga Österreich DIVB 3. forduló 4. hely
- Paintball Bundesliga Österreich DIVB 4. forduló 2. hely
- Paintball Bundesliga Österreich DIVB összesített 2. hely

Edzőként:
- Hungarian Paintball Series 3X 1. forduló 2. és 3.
- Hungarian Paintball Series 3X 1. forduló 1. és 2.
- Hungarian Paintball Series 3X 3. forduló 1. 2. és 3. hely
- Hungarian Paintball Series Rookie 1. forduló 2. és 3. hely
- Hungarian Paintball Series Rookie 2. forduló 1. és 4. hely

### 2019
Játékosként:
- Paintball Bundesliga Österreich PRO divizió összesített 2. hely (Freefall Trauttmannsdorf színeiben)

Edzőként:
- Hungarian Paintball Series összesített – Haladó 2. 3. és 4. hely.

### 2020
Elmaradt a COVID-19 miatt… Találkozunk 2021-ben!

### 2021
Elmaradt a COVID-19 miatt… Találkozunk 2022-ben!

### 2022
- Slovenska Paintballova Liga (SPL) 1. forduló 6. hely
- Slovenska Paintballova Liga (SPL) 2. forduló 1. hely

### 2023
- Slovenska Paintballova Liga (SPL) 1. forduló 2. hely
- Slovenska Paintballova Liga (SPL) 2. forduló 4. hely
- Slovenska Paintballova Liga (SPL) 3. forduló 3. hely

### 2024
- Slovenska Paintballova Liga (SPL) 1. forduló 1. hely
- NXL Europe Portugal Invitational (semi pro kategória) 3. hely

## Edzői és sportvezetői tevékenysége
2011-ben a Magyar Paintball Szövetség felkérésére megalapította a Paintball Akadémia Sportegyesületet, amelynek azóta is elnöke és vezető edzője. Célja a sportág népszerűsítése és az utánpótlás nevelése. Az Akadémia rendszeres edzéseket és versenyeket szervez, valamint paintball bemutatókat tart iskolákban és céges rendezvényeken. 

## Médiamegjelenések
Ludas Viktor több interjúban is beszélt a paintball sport hazai helyzetéről és saját pályafutásáról. Az Alfahírnek adott interjújában például kifejtette, hogyan vált a paintball a hobbiból hivatássá, és milyen kihívásokkal néz szembe a sportág Magyarországon, de ezen kívül is számos médiamegjelenést tudhat a magáénak mind edzőként és játékosként, mind pedig a Paintball Akadémia SE elnökeként.